# Susana Giménez (programa de televisión)
Susana Giménez (muchas veces abreviado como SG y anteriormente denominado Hola Susana y más tarde Hola Susana, te estamos llamando) es un programa de entrevistas de la televisión argentina que ha estado al aire a nivel nacional desde 1987 teniendo desde entonces altas mediciones de audiencia y asimismo sigue siendo uno de los programas de televisión de mayor audiencia en la historia de la televisión argentina. 
Pertenece y es conducido por su homónima, Susana Giménez. A lo largo de los años ha combinado entrevistas, concursos, espectáculos musicales y sketches. La presentadora de este programa ha conseguido tener como invitados a artistas nacionales e internacionales, en lo que se conoce como su "living". 
En 1998, el programa entró en el Libro de los récords Guinness por la cantidad de cartas de espectadores recibidas por Giménez en el programa, un total de 32 millones. Durante los primeros años, dada su magnitud en la sociedad, el programa logró colapsar las líneas telefónicas. Este programa recibió 21 Premios Martín Fierro, incluyendo los tres premios especiales que son los  premios Martín Fierro de Oro, Platino y Brillantes, además de 4 premios Martín Fierro a la Trayectoria por la carrera artística de Susana. En los años 2002, 2015 y 2018 se transmite como programas especiales. El ciclo no se emitió en 2006, 2012 y entre 2020 y 2023 (los últimos años no se emitieron por la Pandemia de COVID-19 en Argentina y un conflicto que tuvo con la emisora).

## Historia
Hola Susana comenzó a emitirse en ATC (Argentina Televisora Color) el 1 de abril de 1987 a las 13:00 h. Susana finalizaba su labor en La mujer del año, un éxito teatral que, en sus palabras, «cambió su carrera y la convirtió en una estrella prestigiosa».
A fines de 1988 el programa se traslada a Canal 9 Libertad. Entre 1989 y 1991 se trasmitió los días lunes a las 21:00 h. En 1992 el show comienza a emitirse por Telefe, y durante ese año y 1993 el programa se transmitió de lunes a viernes de 14:00 a 15:00 h. A partir de 1994 hasta 2000 salió al aire de lunes a viernes de 20:00 a 21:00 h. En 2001 se emitió dos veces por semana, los martes de 21:00 a 23:00 h y los domingos de 20:00 a 22:00 h. En 2002 solo realizó un programa especial en el que entrevista al cantante mexicano Luis Miguel. Desde el 2003 hasta el 2005 el programa se emitió nuevamente de lunes a viernes entre las 20:30 y 21:30 h, al igual en los años 2007 y 2008. En 2009, Susana decidió volver a la TV una sola vez por semana, emitiéndose los domingos de 21:30 a 0:00 h, franja horaria que fue ocupada también en 2010. En 2011 el programa se emite de lunes a jueves de 21:00 a 22:00 h. En 2012, Susana decidió no realizar el show para dedicarse a su vida personal. En 2013, el programa pasó a transmitirse los lunes de 22:00 a 00:00 hs, y en 2014 salió al aire los miércoles en el mismo horario. En 2015, Susana al dedicarse a hacer teatro, solo realizó un programa especial de fin de año. En 2016 y 2017, el show se emite los domingos en el horario de 22:00 a 00:00hs. Durante 2018 solo se realizaron 3 programas especiales. En 2019, el programa vuelve en el horario de los domingos de las 22:00; también lo hizo cinco años después. Entre 2020 y 2023 no se emite primero por la pandemia del COVID-19 y posteriormente por diferencias del formato con la emisora.

## Formato del programa
El programa se ha ido modificando a lo largo de las temporadas, mezclando diversos tipos de formato en un solo show. La mayoría de las piezas de formato cuenta siempre con destacadas participaciones de las celebridades nacionales e internacionales, en los últimos años. Desde sus primeras emisiones ha contado con juegos, de los que se destacan principalmente, los clásicos llamados telefónicos de los espectadores para participar por algún importante premio. También muestra importantes segmentos tales como juegos en vivo o grabados, los de humor, de los que fue partícipe varias temporadas el actor Antonio Gasalla (fue el segmento humorístico más importante y duradero), los sketches con la participación del actor Emilio Disi, — y el más importante de todos, las entrevistas. Por este último, el programa y su conductora han sido comparados de manera positiva con programas extranjeros. 
Por otro lado, durante el primer y último programa de cada temporada, el ciclo siempre comienza con un sketch humorístico, donde aparecen Susana y otras grandes figuras de la Televisión Argentina. 
Entre los casos más relevantes en el programa se encuentra el de Verónica Castro en México, y Raffaella Carrà en España e Italia, ya que ambas se destacan por haber sido presentadoras de talk shows.
Cada emisión sigue un orden habitual en el que se va desarrollando el programa. Comienza con un musical que tiene lugar en el escenario del estudio y al terminar, una pantalla se abre permitiendo a Giménez ingresar al lugar. Allí la conductora saluda a la audiencia y agradece a los bailarines. Después de una pequeña charla con la locutora del programa y un mini monólogo, Susana se dirige a su escritorio donde se refiere a la audiencia hablando de los temas más importantes del día. A continuación se presenta a las estrellas invitadas y junto con la conductora se dirigen hacia el living del estudio, donde mantienen una charla. 

## Secciones
A lo largo de los años se incluyeron otras secciones de sketches, juegos en vivo, reality show y de actores humoristas caracterizados, que se detallan a continuación.
| Sketches                   | Sketches                     | Sketches            | Sketches |
| Años                       | Nombre del sketch            | Personaje de Susana | Notas |
| -------------------------- | ---------------------------- | ------------------- | --- |
| 1992-2005,2013-2014 y 2016 | Susana Spadafucile           | Susana Spadafucile  | Con Emilio Disi como Mariano Garipetti y la participación de actores invitados. Las primeras temporadas escrito por Hugo Sofovich. |
| 1996                       | Topo Gigio                   | Ella misma          | Junto al Topo Gigio, una creación de Maria Perego                                                                                  |
| 2000-2001                  | T-Teens                      | Jennifer            | Con Sandra Monteagudo, Silvina Bosco, Ignacio Toselli y Ernesto Claudio. Escrito por Atilio Veronelli.                             |
| 2001                       | Las aventuras de Susy y Lucy | Susy                | Con Lucia Galán (Pimpinela). |
| 2001, 2010, 2016 y 2017    | La empleada pública          | Susana González     | Con Antonio Gasalla como Flora, Nazareno Mottola como El Granadero (2016-2017) y la participación de un invitado famoso.           |
| 2007-2008                  | Gilda Superstar              | Gilda Yumi          | Con Jorgelina Aruzzi. Todas las semanas contaba con un actor invitado del público o famoso.                                        |
| 2009-2010                  | El Sketch                    | Diversos personajes | Con actores invitados |
| 2017                       | La banana mágica             | Susana              | Con Lizy Tagliani y la participación de un invitado famoso.                                                                        |
| 2019                       | Imperio Pasteur              | Susana              | Con Roberto Moldavsky y la participación de un invitado famoso.                                                                    |

| Juegos en vivo y/o grabados | Juegos en vivo y/o grabados           | Juegos en vivo y/o grabados | Juegos en vivo y/o grabados |
| Años                        | Juego                                 | Notas |                             |
| --------------------------- | ------------------------------------- | --- | --------------------------- |
| 1994-1999                   | El festival del chiste                | Participaban diversas celebridades, divididos en 2 equipos, contando chistes. Jurados: Carlos Sánchez y Beto César. Se emitía en la emisión de los días miércoles. |                             |
| 1999                        | Streap cultural                       | Preguntas y respuestas donde el que pierde se saca una prenda. Participaban celebridades. |                             |
| 2000                        | Suba y gane                           | Preguntas y respuestas. Participaban personas del público y diversas celebridades en cada emisión. |                             |
| 2000                        | Esto me suena                         | Adivinar la canción. Participaban personas del público en cada emisión. |                             |
| 2001-2005                   | Dígalo sin hablar                     | Adivinar sin hablar el nombre de la película. Participaban diversas celebridades en cada emisión. |                             |
| 2001-2010 y 2017            | El imbatible                          | Preguntas y respuestas. Participaban personas del público. Hubo ediciones de famosos y de niños. Algunas temporadas se realizaba con discontinuidad. |                             |
| 2001-2010 y 2016            | El laberinto de perros / Su laberinto | Participaban personas del público y celebridades junto a su perro. Algunas temporadas se realizaba con discontinuidad. |                             |
| 2003                        | Nuevos talentos                       | Cinco participantes no profesionales tienen la posibilidad de demostrar el talento artístico. |                             |
| 2003                        | La canción                            | Cuatro participantes tienen que adivinar melodías de todos los tiempos. |                             |
| 2009                        | Ba Ba Boom                            | Participaban personas del público. |                             |
| 2009-2011                   | El truco                              | Una celebridad jugaba mano a mano con Susana al juego de cartas Truco. Se seleccionaban al azar a 2 personas que llamaron minutos antes del inicio de la secuencia para que actuaran como "socios telefónicos" del mismo, ellos intervenían en directo sugiriendo las cartas que Susana y el invitado debían lanzar a la mesa. Se realiza con discontinuidad en estas 3 temporadas. |                             |
| 2010                        | La lista millonaria                   | Preguntas y respuestas. Participaban personas del público. |                             |
| 2011                        | Piano piano                           | Adivinar la canción. Participaban diversas celebridades en cada emisión. |                             |
| 2011                        | Salven el millón                      | Preguntas y respuestas. Participaban personas del público. Hubo además edición de famosos. |                             |
| 2013 y 2024                 | Salven los millones                   | Preguntas y respuestas. Similar al anterior juego Salven el millón, sólo que el premio este ciclo es el doble y se emite como programa aparte. |                             |
| 2013-2014, 2017 y 2024      | Mi hombre puede                       | Participan 3 parejas de celebridades. Las mujeres apuestan sobre que pruebas/juegos pueden superar sus maridos. Cuenta con la participación de Nazareno Mottola como el croupier. |                             |
| 2014                        | Preguntados                           | La Diva aprovechó el gran éxito de esta aplicación de Facebook y la aplicó a su programa. El público puede jugar por dinero en el estudio o por un viaje al Caribe desde sus casas. |                             |
| 2016                        | Mi mujer puede                        | Participan 3 parejas de celebridades. Similar al anterior juego "Mi hombre puede", solo que los hombres apuestan sobre que pruebas/juegos pueden superar sus esposas. Cuenta con la participación de Nazareno Mottola como el croupier. |                             |
| 2017                        | Su gateo                              | Participan 2 parejas de bebés. En donde compiten en una carrera gateando él ganó pasa de ronda hasta llegar al último quien es el ganador. El juego fue cancelado luego de 3 emisiones ya que el Comité Argentino de Seguimiento y Aplicación de la Convención Internacional sobre los Derechos del Niño pensaba que los niños eran utilizados.                                     |                             |
| 2017                        | A su juego me llamaron                | Participan 2 equipos de 3 participantes famosos. Compiten en diferentes partes de juegos realizados durante los 30 años del programa, cómo “Mi hombre puede”, “Piano piano”, “Dígalo sin hablar” y “El imbatible”. |                             |
| 2019                        | No pierdas el dinero                  | Participan 2 equipos de 3 participantes famosos donde deben superar ciertos juegos para no perder el dinero. Cuenta con la participación de Nazareno Mottola. |                             |

| Reality | Reality                           | Reality | Reality |
| Años    | Concurso                          | Notas |         |
| ------- | --------------------------------- | --- | ------- |
| 2005    | Mini Music                        | Reality show donde cantaban niños y los evaluaba un jurado compuesto por Estela Raval, Sandra Mihanovich, Afo Verde y Marcelo Iripino. |         |
| 2007    | Hago lo que sea                   | Una persona del público hace algo que le cueste mucho, a cambio de que le cumplan la fantasía/sueño a un ser querido. |         |
| 2007    | El circo de Susana                | Reality show con celebridades sobre destrezas circenses. Participantes eliminados: Divina Gloria, Serafín Dengra, Juan Alberto Mateyko, Toti Ciliberto, María Fernanda Callejón, Leticia Brédice, Paula Colombini, Esteban Prol, Nazareno Casero, Katja Alemann y Luciana Aymar. Finalistas: Paula Trápani, Gastón Ricaud, Pasta Dioguardi, Agustina Córdova y Pablo Ruiz. Ganadora: Natalia Pastorutti.                          |         |
| 2008    | Gracias a ustedes                 | Homenajes a celebridades. |         |
| 2019    | Pequeños gigantes                 | Reality show para niños que muestra el talento infantil en equipos organizados por escuadrones que compiten en pruebas de canto, baile y carisma con un jurado conformado por Tini, Pablo Lescano (Damas Gratis) y un jurado invitado (Santiago del Moro, Carla Peterson, Soledad, Paula Cháves, Nicolás Vázquez, Lizy Tagliani, Ricardo Montaner). Ganadores: Manuel Carbajal, Giuliana Soto, Morena Maldonado y Ramiro Martínez |         |
| 2019    | Pequeños gigantes (2.ª temporada) | Segunda temporada de este reality show de talentos para niños y con un jurado conformado por Tini, Soledad y un jurado invitado (Laurita Fernández, Juana Viale). |         |

| Humoristas en vivo | Humoristas en vivo | Humoristas en vivo               | Humoristas en vivo                                                                                         |
| Años               | Actor              | Personaje/s                      | Notas |
| ------------------ | ------------------ | -------------------------------- | --- |
| 2001-2017          | Antonio Gasalla    | La Abuela                        | 2001-2010 / 2013 / 2016-2017. Algunas temporadas estuvo una vez por semana. En otras con menor frecuencia. |
| 2001-2017          | Antonio Gasalla    | Flora, la empleada pública       | 2001, 2010, 2016-2017                                                                                      |
| 2003-2004          | Humberto Tortonese | Diputada Gascón                  | |
| 2004               | Fabio Alberti      | Coty Nosiglia                    | Sólo durante cuatro emisiones.                                                                             |
| 2007-2011 y 2024   | Miguel del Sel     | La Tota, Miguelito o Mamá gratis | Algunas temporadas estaba una o dos veces por semana. En otras con menor frecuencia.                       |
| 2008               | Favio Posca        | Pitito                           | |
| 2011               | Dady Brieva        | Drácula o Pochola                | |
| 2011               | Freddy Villarreal  | Diversos personajes              | |
| 2017               | Fátima Flórez      | Diversos personajes              | |
| 2017               | Midachi            | Diversos personajes              | Solo durante los primeros cuatro programas de esa temporada.                                               |
| 2017               | Lizy Tagliani      | Lizy, la verdulera               | |
| 2019               | Roberto Moldavsky  | Bobby                            | Solo durante dos programas de esa temporada.                                                               |

## Especiales
| Programas especiales | Programas especiales                        | Programas especiales      | Programas especiales |
| Años                 | Invitados                                   | Notas                     |                      |
| -------------------- | ------------------------------------------- | ------------------------- | -------------------- |
| 2002                 | Luis Miguel                                 | Grabado en Punta del Este |                      |
| 2015                 | Mauricio Macri, Cacho Castaña y Tan Bionica | Grabado en el estudio     |                      |
| 2017                 | Michael Bublé y Luisana Lopilato            | Grabado en Canadá         |                      |
| 2017                 | Mauro Icardi y Wanda Nara                   | Grabado en Milán          |                      |
| 2018                 | Carlos Tévez y su familia                   | Grabado en Buenos Aires   |                      |
| 2018                 | Verónica Castro                             | Grabado en Acapulco       |                      |
| 2018                 | Maluma                                      | Grabado en Medellín       |                      |

## Musicales
A lo largo de las temporadas, y a partir de la llegada del programa a emitirse por la pantalla de Telefe, ha presentado varios musicales con un alta despliegue en producción. Utilizando reconocidas canciones y a veces adaptando la letra, estos son algunos de ellos:

### Rap[7]
Actuación de Frescolate campeón mundial de freestyle en el 2005 en Puerto Rico.

### A Moverse[8]
- Canciones

1. "Cachita", canción de Ricardo Montaner
2. "La Fiesta", canción de José Luis "Puma" Rodríguez.

### Todo Es Parte del Show[9]
Estrenado en 1997.
- Canciones

1. Desconocido
2. "There's No Business Like Show Business" perteneciente al musical Annie Get Your Gun.
3. They Don't Care About Us de Michael Jackson

Apertura 1998
1. Primera parte (referencia a su divorcio): adaptación de "Wake Me Up Before You Go Go" del grupo Wham! .
2. Detrás De Todo Sólo Hay Una Mujer es una adaptación de "YMCA" del grupo Village People.

### El Show Comienza[10]
Realizado para el primer programa de la temporada 1999.
- Canciones

1. "That's Entertainment" perteneciente a la película "The Band Wagon" de 1953.
2. Con el nombre de "Nada Es Para Siempre", es una adaptación de Can't Stop the Music perteneciente al grupo Village People.

### Sugar
- Canciones

1. "I Wanna Be Loved By You"

### Navidad[11]
Estrenado en diciembre de la temporada 1998.
- Canciones

1. Adaptación de "Noche de Paz".
2. Adaptación de "White Christmas".

Mambo Number 5
Estrenado en la temporada 2000. Adaptación del tema de Lou Bega.  

### Se Dice de Mí
Presentando en la temporada 2000.
- Canciones

1. "Se Dice De Mí", creación de Francisco Canaro.

¿A Quién Le Importa?
Estrenado en agosto del año 2003. Adaptación del tema de Thalia del mismo nombre.

### Hombres Chau
Estrenado en la temporada 2005.

### Su De Vuelta
Se estrenó el 30 de julio de 2014, en el primer capítulo de la temporada número 26.
- Canciones

1. Leopardo
2. 10 Millones (Una versión de la canción Mamma Mia! del grupo musical ABBA)
30 Años
Se estrenó en 2017 durante el especial de los 30 años del programa en el Teatro Gran Rex.
Adaptación de la canción "Let Me Entertain You" del musical Gypsy.

## Premios y nominaciones

### Premios Martín Fierro
| Año  | Categoría                          | Resultado |
| ---- | ---------------------------------- | --------- |
| 1988 | Mejor Programa de Entretenimientos | Nominada  |
| 1989 | Mejor Programa de Entretenimientos | Ganadora  |
| 1990 | Mejor Programa de Entretenimientos | Ganadora  |
| 1991 | Mejor Programa de Entretenimientos | Nominada  |
| 1994 | Mejor Actriz de Comedia            | Nominada  |
| 1994 | Mejor Conducción Femenina          | Nominada  |
| 1995 | Mejor Programa de Entretenimientos | Ganadora  |
| 1995 | Mejor Conducción Femenina          | Nominada  |
| 1996 | Mejor Programa de Entretenimientos | Nominada  |
| 1996 | Mejor Conducción Femenina          | Ganadora  |
| 1996 | Mejor Actriz de Comedia            | Nominada  |
| 1996 | Martín Fierro de Oro               | Ganadora  |
| 1997 | Mejor Programa de Entretenimientos | Nominada  |
| 1997 | Mejor Conducción Femenina          | Ganadora  |
| 1998 | Mejor Programa de Entretenimientos | Nominada  |
| 1998 | Mejor Conducción Femenina          | Ganadora  |
| 1999 | Mejor Programa de Entretenimientos | Nominada  |
| 1999 | Mejor Conducción Femenina          | Nominada  |
| 1999 | Mejor Actriz de Comedia            | Nominada  |
| 2000 | Mejor Conducción Femenina          | Ganadora  |
| 2001 | Mejor Programa de Entretenimientos | Nominada  |
| 2001 | Mejor Conducción Femenina          | Ganadora  |
| 2002 | Mejor Programa de Interés General  | Nominada  |
| 2002 | Mejor Conducción Femenina          | Ganadora  |
| 2004 | Mejor Programa de Entretenimientos | Nominada  |
| 2004 | Mejor Conducción Femenina          | Nominada  |
| 2005 | Mejor Programa de Entretenimientos | Ganadora  |
| 2005 | Mejor Conducción Femenina          | Nominada  |
| 2006 | Mejor Conducción Femenina          | Ganadora  |
| 2007 | Martín Fierro a la Trayectoria     | Ganadora  |
| 2008 | Mejor Programa de Entretenimientos | Ganadora  |
| 2008 | Mejor Conducción Femenina          | Nominada  |
| 2009 | Mejor Programa de Entretenimientos | Ganadora  |
| 2009 | Mejor Conducción Femenina          | Nominada  |
| 2010 | Mejor Programa de Entretenimientos | Nominada  |
| 2010 | Mejor Conducción Femenina          | Nominada  |
| 2010 | Martín Fierro de Platino           | Ganadora  |
| 2011 | Mejor Programa de Entretenimientos | Ganadora  |
| 2011 | Mejor Conducción Femenina          | Nominada  |
| 2012 | Mejor Programa de Entretenimientos | Nominada  |
| 2012 | Mejor Conducción Femenina          | Ganadora  |
| 2012 | Martín Fierro Honorífico           | Ganadora  |
| 2014 | Mejor Programa de Interés General  | Ganadora  |
| 2014 | Mejor Conducción Femenina          | Nominada  |
| 2015 | Mejor Programa de Entretenimientos | Nominada  |
| 2015 | Mejor Conducción Femenina          | Nominada  |
| 2016 | Mejor Conducción Femenina          | Nominada  |
| 2017 | Martín Fierro a la Trayectoria     | Ganadora  |
| 2017 | Mejor Conducción Femenina          | Nominada  |
| 2017 | Mejor Programa de Entretenimientos | Ganadora  |
| 2018 | Mejor Conducción Femenina          | Ganadora  |
| 2018 | Mejor Programa de Entretenimientos | Ganadora  |
| 2018 | Mejor Producción Integral          | Ganadora  |
| 2018 | Martín Fierro de la Gente          | Ganadora  |

## Premios más importantes
| Predecesor: Antonio Gasalla | Martín Fierro de Oro 1995 | Sucesor: Santo Biasatti |

| Predecesor: Almorzando con Mirtha Legrand | Martín Fierro de Platino 2009 | Sucesor: Marcelo Tinelli |